# Coelopogon
Coelopogon is een geslacht van korstmossen dat behoort tot de orde Lecanorales van de ascomyceten. De typesoort is Coelopogon abraxas.

## Soorten
Volgens Index Fungorum telt het geslacht twee soorten (peildatum maart 2023):
| Soortnaam               | Auteur(s)                 | Publicatiejaar |
| ----------------------- | ------------------------- | -------------- |
| Coelopogon abraxas      | Brusse                    | 1991           |
| Coelopogon epiphorellus | (Nyl.) Brusse & Kärnefelt | 1991           |